# Luis Clur
Luis Clur (Buenos Aires, 2 de agosto de 1922 - ídem, 12 de junio de 2004) fue un periodista argentino.

## Trayectoria
Su carrera periodística empezó a los 14 años, como cadete de la desaparecida agencia ANDI. En 1945 cofundó la agencia de noticias Telam. En 1952 fue el periodista que confirmó en primicia la muerte de Eva Perón, antes del anuncio. Entrevistó al Che Guevara y a John Fitzgerald Kennedy cuando era presidente de Estados Unidos. En 1962 fundó la Asociación de Entidades Periodísticas Argentinas (ADEPA).
Trabajó como redactor de noticias en Radio El Mundo y Radio Belgrano. Creó el primer noticiero argentino El reporter Esso por Canal 11 conducido por Armando Repetto en 1963. Trabajó en Canal 9 y Canal 13 como director de noticiero Telenoche y cofundador del canal de cable Todo Noticias junto a Carlos de Elía desde el primer día de la señal en junio de 1993.
Trabajó como secretario de redacción en Clarín (1951-64), La Opinión (1971-77) y La Nación (1978-81).  En 1966, fundó la revista 7 Días Ilustrados.
Trabajo como corresponsal en la agencia United Press International (UPI).
En 1999 se retiró de la actividad tras 63 años de periodismo.

## Premios
Ganó los premios Kraft (1962), Bunge y Born (1973), Santa Clara de Asís, Konex y 16 Martín Fierro. En 1963 obtuvo la beca de American Press Institute de la Universidad de Columbia.